# Papež Benedikt I.
Benedikt I., rimski škof, (papež) rimskokatoliške Cerkve, * okrog 525 Rim (Bizantinsko cesarstvo) ; † 30. julij 579 Rim, (Bizantinsko cesarstvo).

## Življenjepis
Benedikt I., ki ga Grki imenujejo Bonosus, je bil izvoljen za naslednika Janeza III. že takoj po njegovi smrti julija 574; toda po novem volitvenem zakonu in zaradi langobardskih vpadov je moral čakati na potrditev bizantinskega dvora med 10 mesecev in 20 dni trajajočo sedisvakanco , tako da je bil posvečen šele 2. junija 575. 
Italijo je pestila tako huda lakota, da je moral cesar Justin dobavljati žito iz Egipta, da bi prebivalstvo rešil smrti za lakoto; itak so se mnogi zatekali k Langobardom, da bi jim poštedili vsaj življenje. Tudi papež se je obrnil nanje s prošnjo za premirje, a so ga zavrnili. 

### Določbe
- Najbrž je edina določba, ki se imenuje po njem, darovnica: Opatu Štefanu od Svetega Marka »blizu spoletskega obzidja naj se izda posestvo Massa Veneris, ki leži na ozemlju Minturne. [3].
- Papež Benedikt I. je posvetil nekega decembra 15 duhovnikov, 3 diakone in 21 škofov. Med drugimi je posvetil za diakona bodočega papeža Gregorja.[4]

## Smrt
Podeželsko okoliško prebivalstvo je iz strahu pred Langobardi množično iskalo zavetja za rimskim obzidjem, kar je kmalu prineslo lakoto in bolezni, ki jih papeževa dobrodelnost ni mogla preprečiti. 579 so Langobardi pod vodstvom I. Kraljeviča Spoletskega pridrli pred Rim in mesto oblegali. Papež in rimski senat sta zaman prosila pomoči iz Bizanca. V bitki je izgubil življenje tudi papež. 
Liber pontificalis piše, da je Benedikt umrl »strt od revščine in žalosti« 30. julija 579. Pokopali so ga v baziliki svetega Petra.